# マービン・カメル
マービン・カメル（Marvin Camel、1951年12月24日 - ）は、アメリカ合衆国の男性プロボクサー。モンタナ州ローナン出身。元WBC・IBF世界クルーザー級王者。

## 来歴
1973年6月25日、プロデビュー。初回2分19秒TKO勝ちで白星でデビューを飾った。
1976年7月17日、後のWBC世界ライトヘビー級王者マシュー・サード・ムハマドと対戦し10回1-2の判定負けでキャリア初黒星を喫した。
1976年10月23日、マシュー・サード・ムハマドと再戦し10回2-0(100-91、98-96、96-96)の判定勝ちでリベンジに成功した。
1979年6月5日、ビリー・シャーキーとNABF北米クルーザー級王座決定戦を行い12回3-0の判定勝ちで王座獲得に成功した。
1979年12月8日、スプリトのスポーツキ・センター・クリペで元WBC世界ライトヘビー級王者メート・パルロフと初代WBC世界クルーザー級王座決定戦を行い15回1-0(147-142、143-143、144-144)の判定引き分けに終わり王座獲得に失敗した。
1980年3月31日、シーザースでメート・パルロフと引き分けに終わった初代WBC世界クルーザー級王座決定戦で対戦し15回3-0(144-141、148-141、149-141)の判定勝ちで王座獲得に成功した。
1980年11月25日、ニューオーリンズのルイジアナ・スーパードームでカルロス・デ・レオンと対戦し15回0-2(142-145、145-145、141-145)の判定負けで初防衛に失敗し王座から陥落した。
1981年5月5日、ラヒーム・ラクマンとネバダ州クルーザー級王座決定戦を行い12回3-0(2者が120-107、120-108)の判定勝ちで王座獲得に成功した。
1981年8月11日、ウィーリー・シャノンと対戦し3回27秒TKO勝ちで初防衛に成功した。
1981年10月2日、USBA全米クルーザー級王者バシュ・アリと対戦し12回3-0の判定勝ちで王座獲得に成功した。
1982年2月24日、プレイボール・ホテル・アンド・カジノでWBC世界クルーザー級王者カルロス・デ・レオンと2年ぶりに再戦するが8回TKO負けで2年ぶりの王座返り咲きに失敗した。
1982年6月30日、レオナルド・ロッドリゲスと対戦し4回終了時棄権でUSBA王座初防衛に成功した。
1983年5月21日、ロッキー・セコースキーと対戦し9回KO勝ちで2度目の防衛に成功した。
1983年12月13日、ロッディー・マクドナルドと初代IBF世界クルーザー級王座決定戦で対戦し、5回2分49秒TKO勝ちでWBCに続く王座獲得に成功した。
1984年10月6日、リー・ロイー・マーフィーと対戦し14回終了時カットの傷による棄権で初防衛に失敗し王座から陥落した。
1987年5月1日、後の世界2階級制覇王者ヴァージル・ヒルと対戦し初回2分52秒KO負け。
1987年10月10日、後のWBA世界クルーザー級王者タオヒク・バルボーリと対戦し4回TKO負け。
1988年4月26日、後のWBO世界クルーザー級王者ラルフ・ロッシジャーニと対戦し10回0-3の判定負け。
1990年6月11日、エディー・テイラーと対戦し10回0-2(93-99、94-97、99-99)の判定負けを最後に現役を引退した。

## 獲得タイトル
- NABF北米クルーザー級王座
- 初代WBC世界クルーザー級王座(防衛0)
- 初代IBF世界クルーザー級王座(防衛0)
- ネバダ州クルーザー級王座
- USBA全米クルーザー級